# Pulslös elektrisk aktivitet
Pulslös elektrisk aktivitet (PEA), tidigare benämnd elektromekanisk dissociation (EMD) är ett medicinskt tillstånd där EKG mäter upp normala eller förlångsammade elektriska impulser från hjärtat, men inget blodtryck kan uppmätas. Det betyder att det inte finns någon puls och att hjärtat därmed inte pumpar runt blodet. PEA leder till akut hjärtstopp. Tillståndet kan inte behandlas med defibrillering. 
Tillståndet kan uppstå av många olika akuta sjukdomstillstånd. Två exempel är:
- Om vänster kranskärl totalstoppas av en blodpropp så att hjärtvävnad dör. Då kan det minska sammandragningskraften så mycket på hjärtat att det inte orkar med att ge puls, men de elektriska impulserna från sinusknutan fortsätter att komma.
- Vissa förgiftningsskador kan påverka hjärtat så att inte pumpförmågan fungerar.[3]

Vid dessa tillstånd gäller det att sätta in behandlingen mot den bakomliggande orsaken till pulsstoppet.